# Ида Ангальт-Бернбург-Шаумбург-Хоймская
Ида Ангальт-Бернбург-Шаумбург-Хоймская (нем. Ida von Anhalt-Bernburg-Schaumburg-Hoym; 10 марта 1804—31 марта 1828) — немецкая принцесса из рода Асканиев. Благодаря браку — наследная принцесса Ольденбурга.

## Биография
Принцесса Ида родилась 10 марта 1804 года в замке Шаумбург. Она была четвёртой младшей дочерью принца Виктора II Ангальт-Бернбург-Шаумбург-Хоймского и его супруги Амалии Нассау-Вейльбургской. У неё было три старших сестры: Гермина, Адельгейда и Эмма. Она выросла с сестрами в Хойме в Ангальте.
Ида вышла замуж за наследного принца Августа Павла Фридриха Ольденбургского 24 июня 1825 года в Ольденбурге. Он был старшим сыном герцога Петра Ольденбургского и Фридерики Вюртембергской, и ранее был женат на Адельгейде, старшей сестре Иды. Принцессе был всего 21 год, когда она вышла замуж за 41-летнего герцога.
У Августа и Иды был единственный сын Пётр, который родился в 1827 году.
Как и сестра, принцесса Ида умерла после трёх лет брака, в 1828 году.
В 1829 году Август стал великим герцогом Ольденбурга . В 1831 году он женился в третий раз на принцессе Сесилии Шведской.
Поселение Идафен в Восточной Фризии Нижняя Саксония Германия было названо в честь принцессы Иды.